# 迪士尼英語

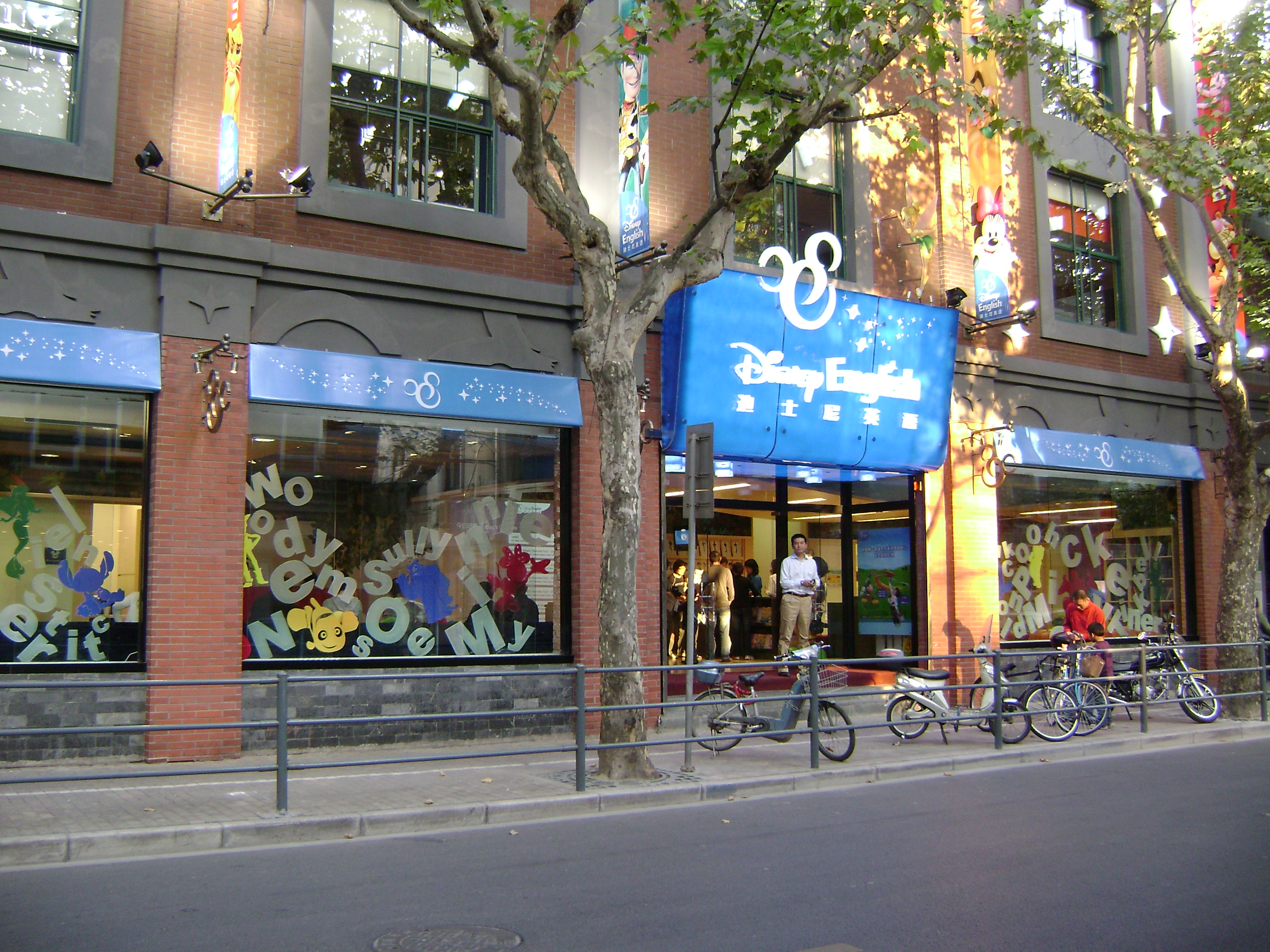
位於上海茂名南路上的旗舰店

迪士尼英語（英語：Disney English）是迪士尼國際出版社迪士尼學習部門的子公司，提供含有迪士尼角色的英語學習課程給中國大陸2至12歲的青少年，課程由中國、歐洲和美國的專業人員教授。該課程採用「迪士尼沉浸式故事講述方法」，創造一個融入迪士尼角色的沉浸式環境，讓學習更有趣。

## 历史
2008年第一家迪士尼經營的學習中心於上海市茂名南路開業。
2020年6月22日宣布永久关闭中國26个培训中心，并停止线上课程。因为2019冠状病毒病疫情导致消费者更多转向线上教学模式。

## 外部連結
- 迪士尼英語官方網站